# Jaume Otero
Jaume Otero i Camps (Mahón, 1888 - Barcelona, 1945) fue un escultor español. 

## Biografía
Fue discípulo de Manuel Fuxá, y estudió en la Escuela de la Lonja, donde posteriormente ejerció la docencia. Durante un tiempo residió en diversos países para mejorar su formación, como Francia, Bélgica, Países Bajos, Reino Unido e Italia. Ganó la Medalla de primera clase en la Exposición de Bellas Artes de Barcelona de 1911, y fue premiado por la Mancomunidad de Cataluña en 1920 y 1921. También trabajó en Sudamérica, donde realizó un Monumento a Isabel la Católica, en Bolivia.
La mayoría de sus obras se encuentran en Barcelona, especialmente en la Plaza de Cataluña, donde realizó diversas esculturas en el conjunto de arte público situado en la plaza para la Exposición Internacional de Barcelona de 1929, como la Fuente de los Seis Putti, El Espíritu popular y Tarragona, esta última de la que realizó dos versiones, una piedra y otra en bronce, debido al cambio de criterio de la comisión encargada del proyecto, que sobre la marcha decidió que todas las esculturas de la Plaza Cataluña debían ser en bronce; la de piedra se colocó finalmente en la Avenida Diagonal, frente al Palacio Real de Pedralbes.
Su obra es de estilo clásico, con unas formas armoniosas y depuradas que buscan la perfección de la escultura clásica griega. Aun así, su obra denota un gusto algo ecléctico, en la que aúna las principales tendencias de la escultura catalana del primer tercio del siglo XX, como las modernistas, las del mediterraneísmo novecentista y la influencia del escultor francés Auguste Rodin. También recibió la influencia de Albert Bartholomé, con quien trabajó en París entre 1911 y 1914. Sus obras tienden a menudo a la estilización, en busca de acentuar la feminidad de sus figuras. Otra característica de su obra es el decorativismo, que se denota en el esmerado trabajo realizado en los detalles, como telas y relieves, y que le acerca al art déco.

## Exposiciones
- 1906: Exposición General de Bellas Artes.
- 1907: Exposición Internacional de Barcelona.
- 1911: Exposición Internacional de Barcelona.
- 1913: Exposición de la Sociedad de Artistas Franceses, Salón de la Sociedad Nacional de Bellas Artes, Grand Palais, París.
- 1923: Salón de Otoño, París.
- 1929: Exposición Internacional de Barcelona.
- 1930: Exposición Nacional de Bellas Artes.
- 1930: Palacio de la Biblioteca Nacional de Madrid.
- 1933: Salón Hebrard, París.
- 1943: Exposición Nacional de Bellas Artes.[4]

## Obras

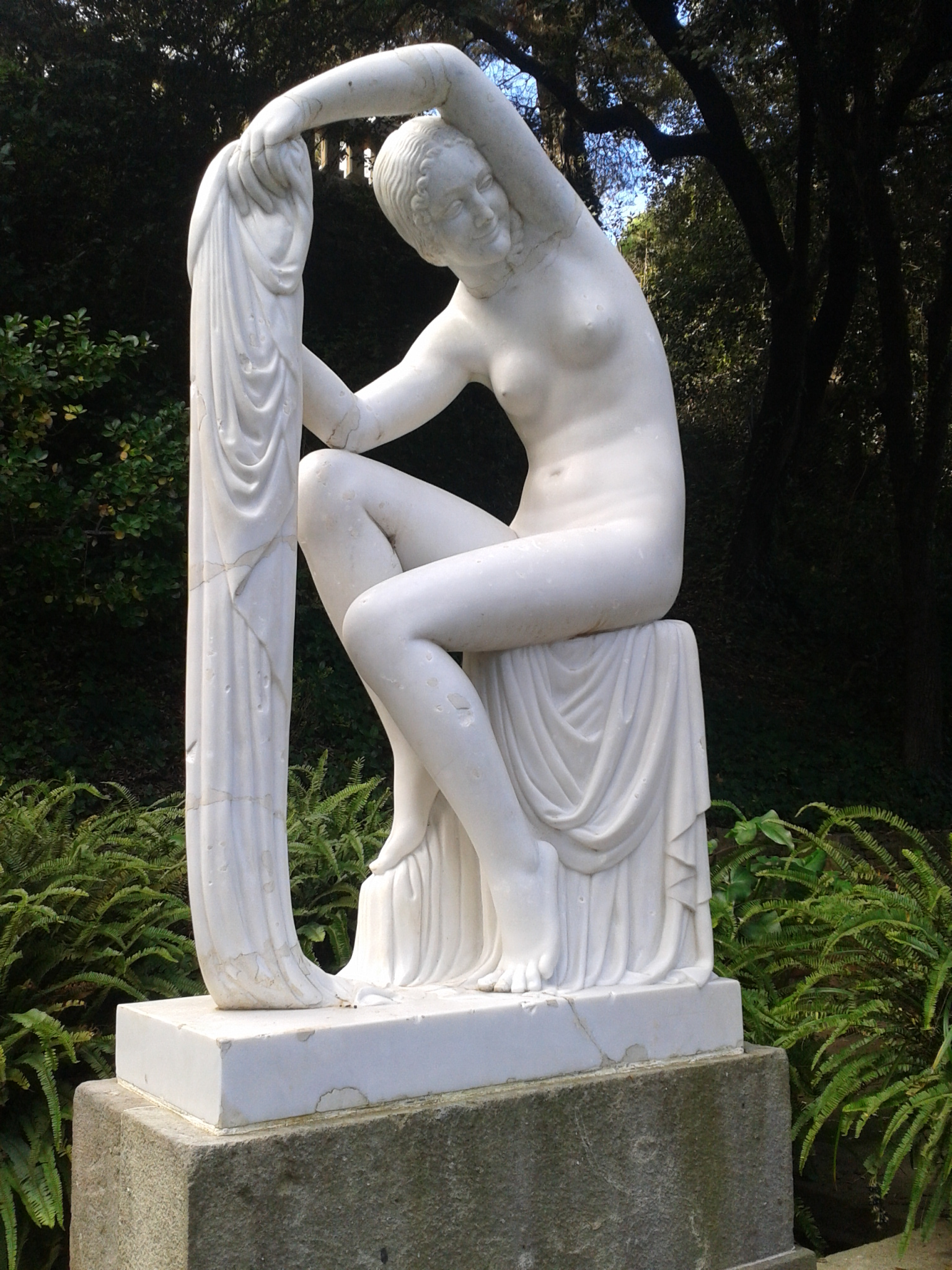
Estival, Jardines de Laribal, Barcelona (1929).

- Fuente de los Seis Putti, Plaza de Cataluña, Barcelona (1926).
- El Espíritu popular, Plaza de Cataluña, Barcelona (1928).
- Tarragona, Plaza de Cataluña, Barcelona (1928).
- Tarragona, Avenida Diagonal (Barcelona) (1928).
- Monumento a Isabel la Católica, Plaza Isabel la Católica, La Paz, Bolivia (1928).
- Estival, Jardines de Laribal, Barcelona  (1929).
- Retrato de Manuel Rodríguez Codolà, Real Academia Catalana de Bellas Artes de San Jorge (1940).
- Torso femenino, s/f, Museo Provincial de Lugo.
- El alba, s/f, mármol, 80 cm, Musée National d’Art Moderne, París.[5]